# Gorges, Manche

Gorges este o comună în departamentul Manche, Franța. În 1 ianuarie 2022 avea o populație de 347 de locuitori.